# Cobla Baix Empordà

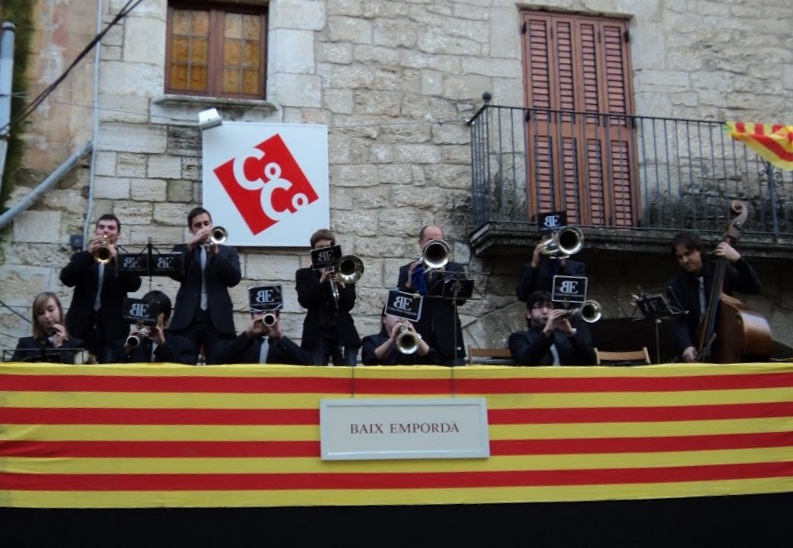
Cobla Baix Empordà el 23 octubre 2010 a la Plaça Major a la Festa Major de Banyoles

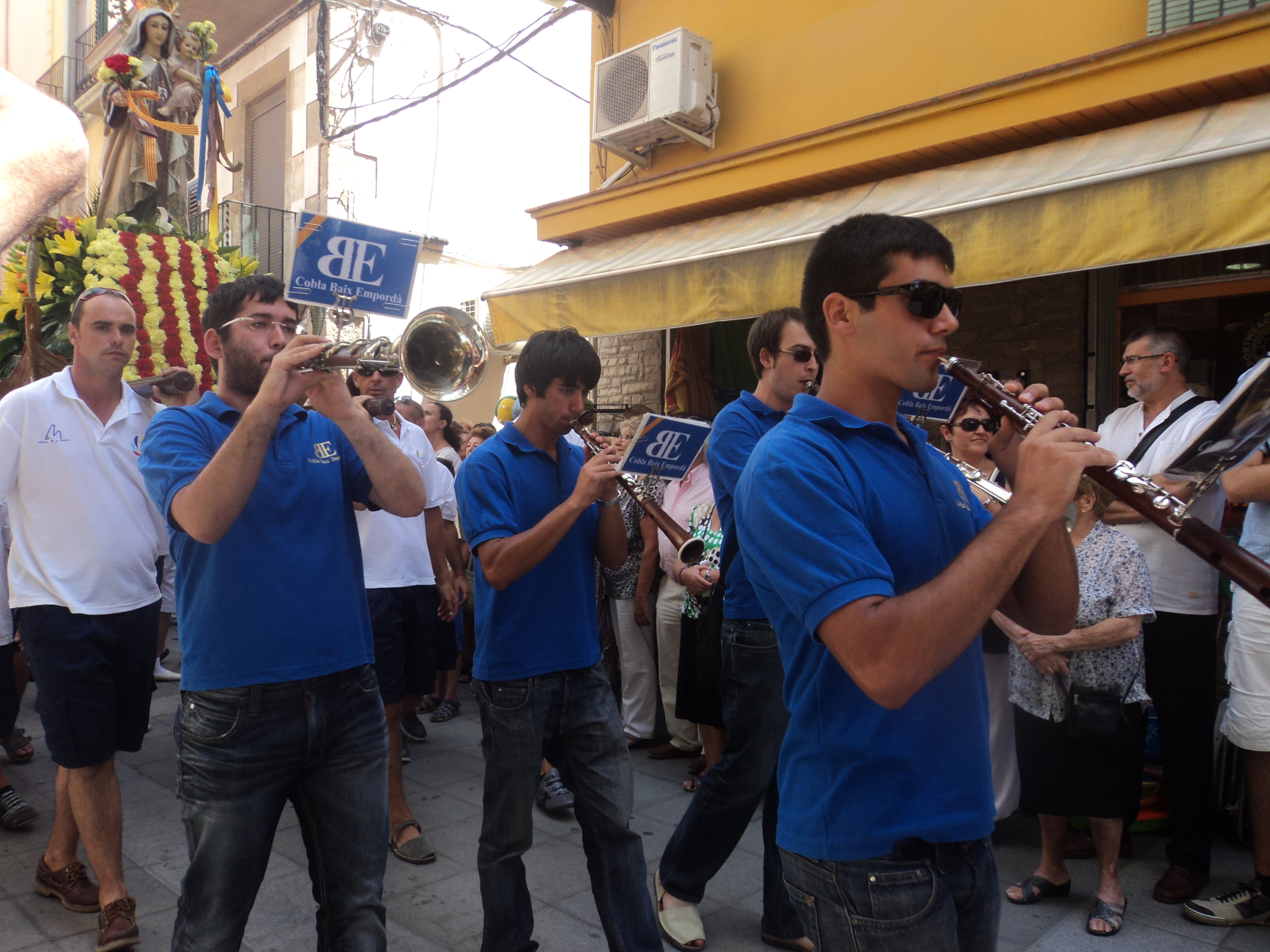
Cobla Baix Empordà a la cercavila de la processó de la Mare de Déu del Carme de Palamós

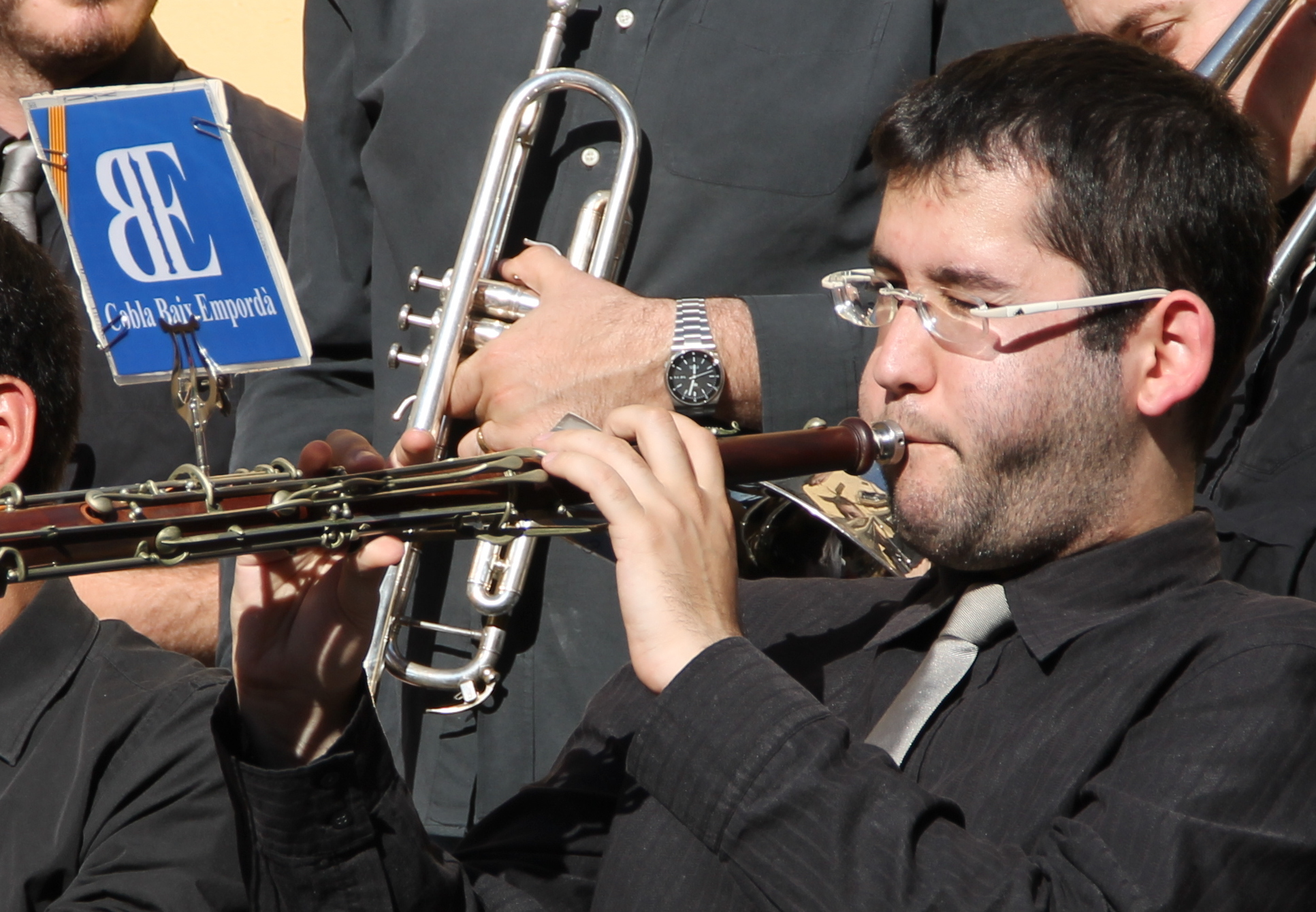
Marçal Gallego Saballs, tenora de la cobla Baix Empordà de Palamós, el dia de Sant Jordi

La Cobla Baix Empordà va ser fundada el març de 1964 quan la Cobla Orquestra Empordà va deixar de ser orquestra i els músics van tornar a l'activitat, amb el nom definitiu de Cobla Baix Empordà, essent la primera formació musical de Girona dels temps moderns que va decidir tocar només sardanes.

## Història
L'origen de la Cobla Baix Empordà es troba a principis del segle XX en l'"Orquestra del Centre Republicà Federal: La Principal Antiga" també anomenada "La Principal de Palamós". A finals del primer terç de segle XX la formació es va refundar com la primera cobla orquestra de Palamós i, més endavant i fins a l'any 1936, prengué el nom dels "Dimonis Jazz".
Finalitzada la Guerra Civil establí la seu al palamosí Casino El Puerto, on feren la darrera actuació el 13 de febrer de 1961, quan el conjunt s'escindí en dos. Quatre membres varen fundar, juntament amb un pianista, la formació "Eduard Castelló y su conjunto", que més endavant adoptà el nom de d'orquestra "Melody", fins al 1975 que va desaparèixer. El pianista Ramon Casas amb els sis membres restants de l'anterior orquestra, i altres components, fundaren la Cobla Orquestra Empordà.
El tancament del "Casino El Puerto" va ocasionar que la formació només toqués sardanes, i que el grup s'acabés diluint el gener de 1964. Al mes de març de l'any 1964 es reconstituí, només com a cobla, amb el nom de Cobla Baix Empordà de Palamós.
Amb posterioritat, la cobla s'ha dedicat a fer actuacions en aplecs, ballades i oficis religiosos habituals arreu de Catalunya.

### Músics
Els músics que van formar part de la cobla el primer any van ser:
Flabiol: Joaquim Portas.
Tibles: Ernest Llavià, Emili Alemany.
Tenores: Josep Ullastres i Ponç Resplandis.
Trompetes: Martí Mascort i Josep Gri, 
Fiscorns: Amadeu Cuadrado i Joan Saguer.
Trombó Francesc Trias.
Els músics de la formació actual són (2018): Flabiol: Edi Lòpez, Tibles: Juli Canal i Albert Balmanya. Tenores: Quim Reixach i Carles Llopart. Trompetes: Ton Checa i Sergi Basart. Trombó: Narcís Baulida. Fiscorns: Joan Casellas i Ivan Joanals. Contrabaix: Jordi Bonaventura.
Músics més rellevants
- Flabiol i tamborí: Xavier Torrent,
- Tibles: Narcís Parés,
- Tenores: Gabriel ("Biel") Castelló.
- Fiscorns: Enric Vilà, Joaquim Ferrer, Josep Puig "Moreno" i Lluís Palet.

### Reconeixement
L'onze d'abril de 2014 l'ajuntament de Palamós va atorgar la Medalla de la Vila a la cobla en la celebració del seu 50è aniversari. A l'acte també s'hi presentà el llibre Cobles i orquestres de Palamós (1843-2014). Mig segle de la Cobla Baix Empordà, del palamosí Lluís Mercader; i s'inaugurà l'exposició "50 anys de la Cobla Baix Empordà". El 20 de novembre de 2014, amb motiu de l'entrega a Barcelona del premis Capital de la Sardana, la cobla va rebre el Premi a la Continuïtat, juntament amb la cobla Sitgetana i altres entitats.